# Günter Dörflinger
Günter Dörflinger (* 22. März 1957 in Graz) ist ein ehemaliger österreichischer Journalist und Politiker der Sozialdemokratischen Partei Österreichs (SPÖ), der unter anderem zwischen 1996 und 2003 Landesrat in der Steiermärkischen Landesregierung war.

## Leben
Günter Dörflinger besuchte die Volksschule und die Hauptschule in Neumarkt in Steiermark sowie im Anschluss das Gymnasium in Graz, an dem er 1976 die Matura erwarb. Er engagierte sich als Schulsprecher, Landes- und Bundesschulsprecher und nahm nach Erwerb der Matura 1976 ein Studium der Journalistik an der Universität Graz auf. Während seines Studiums unternahm er mehrere Auslandsaufenthalte in Mittelamerika, in den USA, im Nahen Osten und in Nordafrika. Sein Studium finanzierte er sich durch Tätigkeiten als Schuhverkäufer sowie als Aushilfskellner. Er trat der Sozialdemokratische Partei Österreichs (SPÖ) bei und war zwischen 1979 und 1981 Jugendsekretär und Organisationssekretär bei der SPÖ-Wien sowie von 1981 bis 1984 Jugendreferent in der SPÖ-Steiermark. Als Journalist war er Mitarbeiter beim Österreichischen Rundfunk (ORF), bei der in Graz erscheinenden Tageszeitung Neue Zeit sowie als Lokalreporter bei der Tageszeitung Kleine Zeitung. Nachdem er zwischen 1984 und 1989 Mitarbeiter des Bürgermeisteramtes im Magistrat von Graz tätig gewesen war, fungierte er von 1990 bis 1996 als Landesgeschäftsführer der steirischen SPÖ.
Dörflinger wurde am 18. Oktober 1991 erstmals Mitglied des Steiermärkischen Landtages, dem er bis zum 12. Jänner 1996 angehörte. Am 23. Jänner 1996 trat er in die Steiermärkische Landesregierung ein und war zwischen dem 23. Jänner 1996 und dem 8. April 2003 Landesrat für das Spitals- und Gesundheitswesen und Jugend in der Landesregierung Klasnic I sowie in der Landesregierung Klasnic II. Während seiner Amtszeit als Landesrat gehörten Ursula Lackner sowie Markus Zelisko zu seinen Mitarbeitenden. Während seiner Amtszeit wurde sein Lebensstil kritisiert.
Im April 2003 wurde Dörflinger nach seinem Ausscheiden aus der Landesregierung Vorstandsdirektor der Steirischen Gas -Wärme GmbH Netze und Anlagen für Fernwärme, Vertrieb, Marketing, Unternehmensstrategie, Personalmanagement sowie Beteiligungsmanagement im Inland und im Juli 2007 Sprecher des Vorstands. Er war neben Johann Christof Mitglied des Präsidiums des Sportvereins SV Bad Aussee. Im August 2008 wechselte er als Vorsitzender des Aufsichtsrates der Christof Holding AG zum Anlagen- und Maschinenbauunternehmen Christof Industries und ist dort seit September 2009 Vorstand der Christof Holding AG mit der Zuständigkeit für Marketing, Werbung & Kommunikation, Personal, Organisation, Shared Services, erneuerbare Energien und Revision. 2015 wurde er als Chief Operating Officer (COO) von Christof Industries. Das Österreichische Industriemagazin sieht ihn auf Rang 61 der 1.000 wichtigsten Industriemanager Österreichs. Seit 2017 ist er auch Vorsitzender des Aufsichtsrates der Steiermärkischen Krankenanstaltengesellschaft (KAGes).